# Мальдивы на летних юношеских Олимпийских играх 2014
Мальдивы на летних юношеских Олимпийских играх 2014, проходивших в китайском Нанкине с 16 по 28 августа, были представлены тремя спортсменами в двух видах спорта.

## Состав и результаты

### Лёгкая атлетика
Мальдивы представлял один спортсмена.
Легенда: Q — финал А (медальный), qB — финал B (без медалей), qC — финал С (без медалей), qD — финал D (без медалей), qE — финал E (без медалей).

#### Юноши
| Спортсмен     | Дисциплина | Предварительный раунд | Предварительный раунд | Финал     | Финал |
| Спортсмен     | Дисциплина | Результат             | Место                 | Результат | Место |
| ------------- | ---------- | --------------------- | --------------------- | --------- | ----- |
| Хусейн Фахуми | 100 метров | 26,89                 | 33 qD                 | DNS       | DNS   |

### Плавание
Мальдивы представляли два пловца.

#### Юноши
| Спортсмен              | Дисциплина               | Предварительный заплыв | Предварительный заплыв | Полуфинал            | Полуфинал            | Финал                | Финал                |
| Спортсмен              | Дисциплина               | Время                  | Место                  | Время                | Место                | Время                | Место                |
| ---------------------- | ------------------------ | ---------------------- | ---------------------- | -------------------- | -------------------- | -------------------- | -------------------- |
| Мухаммед Мутазим Аднан | 50 метров вольным стилем | 27,03                  | 43                     | Завершил выступление | Завершил выступление | Завершил выступление | Завершил выступление |
| Мухаммед Мутазим Аднан | 50 метров баттерфляем    | 28,57                  | 44                     | Завершил выступление | Завершил выступление | Завершил выступление | Завершил выступление |

#### Девушки
| Спортсмен     | Дисциплина               | Предварительный заплыв | Предварительный заплыв | Полуфинал             | Полуфинал             | Финал                 | Финал                 |
| Спортсмен     | Дисциплина               | Время                  | Место                  | Время                 | Место                 | Время                 | Место                 |
| ------------- | ------------------------ | ---------------------- | ---------------------- | --------------------- | --------------------- | --------------------- | --------------------- |
| Айшат Баджина | 50 метров вольным стилем | 32,90                  | 45                     | Завершила выступление | Завершила выступление | Завершила выступление | Завершила выступление |